# Arthur C. Miller
Arthur C. Miller, född 1895 i New York, död 1970 i Hollywood, var en amerikansk filmfotograf. Han vann Oscar för bästa foto tre gånger.

## Filmografi (i urval)
- 1938 – Baronessan och hovmästaren
- 1940 – Fågel blå
- 1940 – Mormonernas kamp
- 1940 – Nattens vargar
- 1941 – Jag minns min gröna dal
- 1943 – Sången om Bernadette
- 1950 – Hämndens timme

## Priser och utmärkelser
- Oscar för bästa filmfotografi (svart-vitt), för Jag minns min gröna dal,  26 februari 1942[2]
- Oscar för bästa filmfotografi (svart-vitt), för Sången om Bernadette,  2 mars 1944[3]
- Oscar för bästa filmfotografi (svart-vitt), för Anna och kungen av Siam,  13 mars 1947[4]

[Redigera Wikidata]